# Dorothy Flood
Pour les articles homonymes, voir Flood.
Dorothy Flood, née le 10 septembre 1912 à Brooklyn et morte le 21 août 2005 à Jupiter en Floride, est une Ziegfeld Girl, actrice de comédie musicale et de cinéma, américaine.

## Biographie
Dorothy Flood fréquente la Professional Children's School (en) à New York. Adolescente, elle danse avec la compagnie du Metropolitan Opera Ballet.  
A seize ans, elle fait ses débuts à Broadway dans Whoopee! avec Eddie Cantor et Ruby Keeler,. Elle devient la doublure de Ruby. Elle apparait sur scène dans The Midnight Frolic en 1929 et Smile en 1930,, Dorothy Flood rejoint le casting de Ziegfeld Follies de 1931. La même année, elle fait ses débuts au cinéma dans Resurrection d'Edwin Carewe. 
Au cours des années 1930, elle travaille comme mannequin apparaissant dans des publicités pour les chocolats Whitman's (en), les chapeaux Dobbs et les produits de beauté Mello-Glo. 
En 1932, elle joue dans la comédie musicale de Broadway Hot-Cha!. Elle apparait dans un spectacle avec Maurice Chevalier à la Rainbow Room à New York. 
Dorothy Flood joue dans une mise en scène de The Curtain Rises en 1937.
Au cours de ses dernières années, elle vit sur la 5e avenue à Manhattan.

## Vie privée
Dorothy Flood a été brièvement fiancée à l'acteur Charles "Buddy" Rogers en 1934. Le 31 décembre 1940, elle épouse Edward E. Bates.

## Iconographie
Elle a été photographiée par Alfred Cheney Johnston qui a travaillé pour Florenz Ziegfeld pendant plus de 15 ans, prenant principalement des photographies publicitaires et promotionnelles des interprètes des Ziegfeld Follies. Les photos de nues, découvertes après la mort de Johnston, n'ont pas été publiés dans les années 1920.